# Maastricht Noord vasútállomás
Maastricht Noord vasútállomás vasútállomás Hollandiában, Maastricht városában.

## Vasútvonalak
Az állomást az alábbi vasútvonalak érintik:
- Aachen–Maastricht-vasútvonal
- Heuvellandlijn

## Kapcsolódó állomások
A vasútállomáshoz az alábbi állomások vannak a legközelebb:
- Maastricht vasútállomás (délnyugat)
- Meerssen vasútállomás (északkelet)
- Mariënwaard railway station (északkelet)
- Limmel railway station (délnyugat)